# Hugo (Minnesota)
Hugo is een plaats (city) in de Amerikaanse staat Minnesota, en valt bestuurlijk gezien onder Washington County.

## Demografie
Bij de volkstelling in 2000 werd het aantal inwoners vastgesteld op 6363.
In 2006 is het aantal inwoners door het United States Census Bureau geschat op 11.658, een stijging van 5295 (83.2%).

## Geografie
Volgens het United States Census Bureau beslaat de plaats een oppervlakte van
93,2 km², waarvan 88,0 km² land en 5,2 km² water. Hugo ligt op ongeveer 931 m boven zeeniveau.

## Plaatsen in de nabije omgeving
De onderstaande figuur toont nabijgelegen plaatsen in een straal van 12 km rond Hugo.